# 森の静けさ
《森の静けさ》（もりのしずけさ、ドイツ語: Waldesruhe ）は、アントニン・ドヴォルザークが作曲した四手のためのピアノ曲集《ボヘミアの森から Ze Šumavy 》作品68の第5曲。
原題はチェコ語で「しじま」（ 'Klid' ）といい、英訳では「静かな森」（ ' Silent Woods' ）となる。
作曲者自身によって編曲され、チェロとピアノのための版と、チェロと管弦楽のための版の2つが作成された。

## 概要
原曲のピアノ曲集（作品68）は、1883年にフリッツ・ジムロック社の要請により作曲された。19世紀後半においては、名曲を他の楽器（または楽器編成）のために編曲することが人気があったので、ドヴォルザークは1891年12月28日に、作品68の第5曲をまず二重奏用に編曲した。この版は、1892年1月に、ドヴォルザークの渡米に向けた告別演奏会において、フェルディナント・ラハナーとチェリストのハヌシュ・ヴィハーンによって演奏された。
この編曲の人気に気を良くしたドヴォルザークは、1893年10月28日に、チェロと管弦楽のための編曲版を作成した。この編曲は1894年の秋にフリッツ・ジムロック社によって出版され、その際ドヴォルザーク自身によってドイツ語で「森の静けさ」と題された。
《ボヘミアの森から》作品68の他の作品と同じく、「森の静けさ」も音による抒情画として作曲された性格的小品であり、夢見るような変ニ長調の主要主題には、「レント・エ・モルト・カンタービレ」との速度記号が、軽やかな嬰ハ短調の間奏には「ウン・ポケッティーノ・ピウ・モッソー」の発想記号が付されている。

## 楽器編成
管弦楽伴奏版の楽器編成は以下のとおり。
独奏チェロ、フルート、クラリネット2、ファゴット2、ホルン、弦五部